# George Best
George Best (22. května 1946 Belfast, Severní Irsko, Spojené království – 25. listopadu 2005 Londýn, Anglie, Spojené království) byl fotbalový útočník reprezentující Severní Irsko, který byl znám především ze svého působení v Manchesteru United. Je považován za jednoho z nejlepších fotbalistů historie. Pelé ho roku 2004 zařadil mezi 125 nejlepších žijících fotbalistů.
Na klubové úrovni hrál v Anglii, Jižní Africe, Hongkongu, Irsku, USA, Skotsku, Severním Irsku a Austrálii.

## Fotbalová kariéra
V patnácti letech Besta v Belfastu objevil skaut Manchesteru United Bob Bishop, který poslal telegram manažerovi United Mattu Busbymu: "Myslím, že jsem ti našel génia". Místní klub Glentoran ho předtím odmítl, protože byl "příliš malý a lehký". Best byl následně vyzkoušen a smlouvu podepsal s hlavním skautem United Joem Armstrongem.
V Manchesteru působil mezi roky 1963 až 1974 ve slavné éře Matta Busbyho. S klubem získal v letech 1965 a 1967 dvakrát ligový titul a v roce 1968 Evropský pohár. Ve stejném roce obdržel cenu Zlatý míč pro nejlepšího evropského fotbalistu roku. Za svoji kariéru profesionálního fotbalisty nastřílel v 579 zápasech 205 gólů.

## Alkohol
Již během své kariéry měl problémy s alkoholem a disciplínou a po jejím skončení se z něho stal alkoholik. V roce 2002 mu byla transplantována játra, ale přesto byl několikrát viděn, jak pije alkohol. Zemřel v listopadu 2005 na zánět ledvin.